# Folkdanslaget kamraterna
Folkdanslaget kamraterna är en folkdansförening i Norrköping som grundades 1917.

## Historik
Då Sveriges Godtemplares Ungdomsförbund skulle ha sin kongress i  Norrköping år 1917, ville man att det skulle finns ett danslag i staden. Några personer bildade söndagen den 25 mars 1917 Folkdanslaget Kamraterna i Norrköping och bestod första året av 14 medlemmar. Folkdanslagets första ledare var Tage Jansson eller Nils Kulander och man övade tillsammans på lördagar. Från början var man tvungen att vara medlem i nykterhetsrörelsen för att får vara medlen i danslaget. Folkdanslaget åkte 1955 på en folkdansreda till Sydeuropa.